# Navalperal de Tormes
Navalperal de Tormes è un comune spagnolo di 123 abitanti situato nella comunità autonoma di Castiglia e León.
Ospita all'interno del suo territorio il Circo de Gredos, un noto circo glaciale situato nella zona centrale del versante nord della sierra de Gredos, appartenente al Sistema Centrale.

## Geografia
Si estende su una superficie di 60,96 km² con una popolazione di 114 abitanti (2011) e una densità di 1,87 ab./km².
Il nucleo principale del comune si trova a 1301 m s.l.m., tra il versante nord della Sierra de Gredos e il sud della Sierra de Villafranca. Il territorio comunale è bagnato dal río Tormes.
Nella località hanno origine comune due vie del Parco Regionale della Sierra de Gredos: verso il Circo de Gredos e verso le Cinco Lagunas de Gredos. La Laguna Grande de Gredos si trova nel territorio comunale di Navalperal de Tormes.
| Nordest: Santiago del Tormes     | Nord: Santiago del Collado | Nordest: San Juan de Gredos                     |
| Est: Zapardiel de la Ribera      |                            | Est: San Juan de Gredos y Hoyos de Miguel Muñoz |
| Sudovest: Zapardiel de la Ribera | Sud: Candeleda             | Sudest: San Juan de Gredos                      |

## Storia

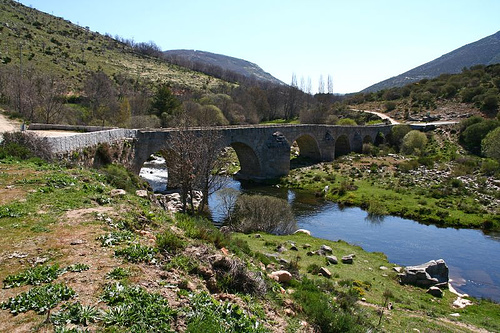
Ponte sul río Tormes.

Durante il secolo XI e fino alla metà del secolo XII la zona doveva presentare una popolazione praticamente nulla. Il nucleo di Navalperal si considera fondato nell'ultimo quarto del secolo XIV. La località, che forma uno dei 15 comuni rurali «di montagna» della Tierra de Piedrahíta nel secolo XV, appartenne al sesto di La Ribera con le località vicine di Zapardiel de la Ribera e Navacepeda de Tormes.